# Glaukodot
Glaukodot – bardzo rzadki minerał, zasobna w kobalt odmiana arsenopirytu. Po raz pierwszy został opisany w 1849 roku.

## Charakterystyka

### Właściwości
Tworzy kryształy o pokroju słupkowym zwykle pionowo zbrużdżone. Tworzy zbliźniaczenia. Minerał kruchy, nieprzezroczysty, wykazuje silny efekt anizotropii. Zwykle zawiera 10-22% Co.

### Występowanie
Produkt hydrotermalny.
Miejsca występowania:
- Na świecie: Szwecja, Norwegia, Rumunia.
- W Polsce: znany z Gór Złotych i Gór Izerskich.

### Zastosowanie
- lokalne źródło kobaltu,
- źródło arsenu,
- służy do produkcji niebieskiej farby,
- ma znaczenie kolekcjonerskie.